# 呂師造
呂師造，唐朝末年至五代十国杨吴将领，揚州人。
呂師造随杨行密起淮南，爲部將。天復元年（901年）淮南将领李神福与两浙将领顾全武两军相拒很久，李神福要在夜里撤退，杭州俘虏逃走报告顾全武。傍晚李神福派老弱残兵先行撤走，自己殿后，令行营都尉吕师造率领精锐埋伏在青山下。顾全武率军追赶，李神福、吕师造两军前后夹击，大败顾全武的军队，斩杀五千人，活捉顾全武。
天祐三年（906年）两浙的军队包围衢州，衢州刺史陈璋向淮南告急，杨渥派遣左厢马步都虞候周本率兵迎接陈璋。周本到达衢州，浙军解除包围，在城下列阵，陈璋率众归于周本，浙军夺取衢州。吕师造说：“浙军离我们很近却不发动进攻，是对我军轻视，请出兵攻击。”周本说：“我受命迎接陈使君，现在他已接到，为何再战。”于是率军返回。周本为军队殿后，浙军在后面跟踪，周本设下埋伏，把浙军打得大败。
天祐五年（908年）淮南派遣步军都指挥使周本、南面统军使吕师造进攻吴越国，攻蘇州，無功。天祐六年（909年）七月，跟随周本南伐，与行营都指挥使米志诚在上高击败敗苑玫，升任为池州團練使。呂師造在池州，专事聚斂。天祐九年（912年）马楚宁远节度使姚彦章率领水军侵犯吴国鄂州，吴国任命池州团练使吕师造为水陆行营应援使，还没有到达，楚兵退走。改任饒州刺史，官至光禄大卿、檢校太保、兼御史大卿。